# Срієм
46°05′ пн. ш. 16°43′ сх. д. / 46.08° пн. ш. 16.71° сх. д.
Срієм (хорв. Srijem) — населений пункт у Хорватії, в Копривницько-Крижевецькій жупанії у складі громади Соколоваць.

## Населення
Населення за даними перепису 2011 року становило 213 осіб.
Динаміка чисельності населення поселення: